# Cinnamomum mutabile
Cinnamomum mutabile là loài thực vật có hoa trong họ Nguyệt quế. Loài này được Blume ex Lukman. miêu tả khoa học đầu tiên năm 1889.